# موسيقى أندورا
تعد إمارة أندورا موطنًا للرقصات الشعبية مثل الكونتراباس والماراتكسا، والتي تبرز في سان جوليا دي لوريا بشكل خاص. تتشابه الموسيقى الشعبية الأندورية مع الموسيقى في المناطق المجاورة في فرنسا وإسبانيا، ولكنها ذات طابع كاتالوني بشكل خاص، وخاصة في وجود الرقصات مثل السردانا. تشمل الرقصات الشعبية الأندورية الأخرى كونتراباس في أندورا لا فيلا ورقصة القديسة آن في إسكالديس إنجورداني. 
تدير الإذاعة الوطنية لأندورا راديو أندورا ومحطة الموسيقى موسيقى أندورا.
تشمل المهرجانات الموسيقية في أندورا مهرجان شامجام للموسيقى في وأوردينو، ومهرجان إسكالديس إنجورداني الدولي لموسيقى الجاز. عازف الكمان جيرارد كلاريه هو مدير الأوركسترا الوطنية الشابة في كامبرا أندورا.
النشيد الوطني لأندورا هو "إل غران كارلماني".  تم اعتماده في 8 سبتمبر 1914، وهو يوم عيد القديسة الراعية لأندورا، العذراء ميريتكسيل.
فرقة بيرسيفون للبروجريسف ميتال هي واحدة من أبرز الفرق الموسيقية التي نشأت في أندورا.

## مسابقة يوروفيجن
شاركت أندورا (من خلال هيئة الإذاعة والتلفزيون الوطنية RTVA) في مسابقة الأغنية الأوروبية في ست مناسبات فقط، من عام 2004 حتى عام 2009. في عام 2004، كانت أغنية "سوف نلعب حبنا" للمغنية الإسبانية مارتا رور أول أغنية باللغة الكتالونية تشارك في مسابقة الأغنية الأوروبية، وتظل أندورا الدولة المشاركة الوحيدة التي تقدم أغاني باللغة الكتالونية. لم تتقدم أندورا إلى أبعد من الدور نصف النهائي في أي من مشاركاتها الست؛ وكانت أفضل نتيجة لها في عام 2007، عندما احتلت فرقة البانك أنونيموس وأغنية "دعونا ننقذ العالم" المركز الثاني عشر من بين 28 دولة في الدور نصف النهائي. قررت أندورا الانسحاب من نسخة 2010 بسبب نقص التمويل من المساهمين في محطة التلفزيون وبسبب خفض الإنفاق داخل الشبكة، ولم تعد بعد ذلك.